# Riki Turofsky
Riki Turofsky (nascido em 20 de fevereiro de 1944, em Toronto) é uma cantora canadense de concerto e ópera soprano, radialista e produtor de vídeo. Ela cantou papéis de liderança com companhias de ópera no Canadá, Estados Unidos e Europa, e se apresentou no palco de concertos com grandes conjuntos de toda a América do Norte. Em 1978, ela expandiu sua carreira em radiodifusão como um host para a Canadian Broadcasting Corporation programa de Festival de Verão. Ela já apareceu como um host em inúmeros programas para a CBC e a CTV Rede de Televisão. Ela também possui e opera a empresa Riki Productions, que produz artes relacionadas com a programação de televisão Canadense.

## Carreira
Nascido em Toronto, Turofsky é filha de fotógrafo de desporto, Lou Turofsky e a sobrinha de um fotógrafo Nat Turofsky. estudou com a British Columbia Opera Ensemble antes de fazer sua estreia em 1967 como Gretel em Humperdinck do Hansel e Gretel. Depois de visitar o Canadá com a produção, ela se tornou um membro da Merola Ópera Programa na Ópera de são Francisco. Ela também participou de master classes na Academia de Música do Oeste , onde foi aluno de Lotte Lehmann e Marciais Singher. A partir de 1968 a 1970. ela era estudante de pós-graduação da ópera e do programa na Universidade de Toronto em soprano Irene Jessner , onde obteve uma licenciatura em opera desempenho.
Em 1969 Turofsky fez sua estreia com o Canadian Opera Company (COC) como Fifi em Die Fledermaus. No ano seguinte, ela fez sua estreia com o Vancouver Opera como Oscar, de Verdi em Un Ballo in Maschera e fez sua primeira aparição em um papel de liderança com o COC como Zerlina de Mozart Don Giovanni. Em 1972, ela fez sua estreia com o New York City Opera como Frasquita em Bizet Carmen e voltou para o COC como Mussetta em La boheme. Em 1973 ela se alternaram no papel de Maria em La fille du régiment com Beverly Sills no Houston Grand Opera. Em 1975, ela interpretou a Princesa Tibor Polgar's A Luva para CBC Television. Em 1976, ela interpretou a Mulher de Curley em Carlisle Floyd's De Ratos e Homens no holandês Ópera Nacional. Em 1978, ela apareceu no Festival de Ottawa como Titânia em Britten Sonho de Uma Noitee voltou para o COC como Condessa Almaviva em As bodas de Fígaro e Violetta La traviata. Em 1988, ela criou a função de Gloria na estreia mundial de Sydney Hodkinson's São Carmen dos Principais no Guelph Festival da Primavera.
No palco Turofsky tem aparecido como um destaque solista em concertos com muitos Canadá mais importantes conjuntos, incluindo o Bach-Elgar Coro, o Festival de Cantores do Canadá, a McGill Orquestra de Câmara, o Toronto Mendelssohn Coro, a Orquestra Sinfónica de Torontoe Winnipeg Orquestra Sinfônica , entre outros. Compositor R. Murray Schafer escreveu seu Hino à Noite, especialmente para ela; que ela cantou para a sua estreia com a CJRT Orquestra , em 1978, e gravado em 1979, com a CBC Vancouver Orquestra. Em 1989, ela realizou outro trabalho escrito para ela, Michael Conway Baker's Eva do Jardim, com o Hamilton Filarmônica. Suas outras gravações incluem o álbum de 1980 Jade Olhos com o guitarrista Michael Laucke para a Aquitânia, Registros, 1986 álbum Riki Turofsky canta Kurt Weill para Alarde Registros, e um de 1988, o vídeo da música da canção Meu Navio para o MuchMusic rede.